# これがニッポン放送のステレオだ! ステレオオープニングスペシャル
これがニッポン放送のステレオだ! ステレオオープニングスペシャル（これがニッポンほうそうのステレオだ! ステレオオープニングスペシャル）は、1992年3月15日にニッポン放送でAMステレオ放送の開始を記念して8:58～13:00の約4時間の生放送されたラジオ大特別番組であり、ニッポン放送がステレオになった最初の記念すべきラジオ番組である。
木更津送信所では、有楽町の本社（演奏所）から遠隔操作によるモノラルからステレオへの切り替えが可能だが、放送当日はニッポン放送の技術スタッフが9:00:00の時報に合わせて手動でステレオに切り替えた。

## 出演者

### パーソナリティ
- 三宅裕司
- 上柳昌彦

（当時ニッポン放送アナウンサー、現在はフリー）
- 石川みゆき

（元ニッポン放送アナウンサー、フリーアナウンサー）

### ゲスト
- 坂崎幸之助

（THE ALFEE）

### 街頭レポーター
- 桜庭亮平

（当時ニッポン放送アナウンサー、後にフジテレビアナウンサー）

### 東京ドーム中継
- 松本秀夫

（ニッポン放送スポーツ部アナウンサー）
- 江本孟紀

## 主な内容
8:58、番組冒頭は第7スタジオ（通称:レッドスカイスタジオ）にいる上柳アナのフリートーク・隣接の第6スタジオ（通称:ブルースカイスタジオ）で最後のモノラル番組を終えたイルカと坂崎幸之助（THE ALFEE）とのやり取りから始まり、8:59:40からカウントダウン開始。ステレオ開始後は、当時の放送番組のタイトルコールや「ショウアップナイター」の実況音声が流れた後に、ニッポン放送の社屋（当時）屋上から三宅と石川がステレオに切り替わった瞬間をレポートした。ステレオ放送で流れた最初のコマーシャルは新日本空調のもの。
ゲストの坂崎がステレオで音が出せるギターで同局の深夜番組オールナイトニッポンのテーマ曲BITTERSWEET SAMBAを演奏したり、特殊なマイクで人間の頭の形をして耳の部分にマイクが組み込まれているアーヘナコプフ（バイノーラル）で収録した効果音で新幹線車内などの音を紹介した。
街頭からは、秋葉原電気街から桜庭アナが家電量販店からAMステレオ放送対応の受信機が、どの店も品切れ状態などとレポートした。又当日は数多くの店が同受信機が品切れ状況だったため、視聴者等から電話で、まだ同受信機の在庫があり販売しているお店の情報を募るということも行った。
また、東京ドームからは松本アナとショウアップナイター解説者の江本がプロ野球などステレオ放送で聴くスポーツ中継の魅力を伝え、番組中は左から松本アナ・右から江本とステレオならではのレポートを伝えた。

## ジングル
ニュースと交通情報を伝える番組冒頭のジングルがリニューアルされ、このときのものは2000年3月まで使用された。それまで使っていたジングルは1970年代から長きにわたって使われたものだった。